# Бокс на летних Олимпийских играх 1908
Соревнования по боксу на IV летних Олимпийских играх прошли 27 октября. В них участвовали 42 спортсмена из четырёх стран, которые соревновались в пяти весовых категориях, а не в семи, как на летних Олимпийских играх 1904 года. Все медали, кроме одного серебра, завоевали боксёры Великобритании.

## Медали

### Общий медальный зачёт
(Жирным выделено самое большое количество медалей в своей категории; принимающая страна также выделена)
| Общее количество медалей |                |        |         |        |       |
| Место                    | Страна         | Золото | Серебро | Бронза | Всего |
| 1                        | Великобритания | 5      | 4       | 5      | 14    |
| 2                        | Австралазия    | 0      | 1       | 0      | 1     |

### Медалисты
| Дисциплина                 | Золото                        | Серебро                         | Бронза                        |
| До 52,6 кг (116 фунтов)    | Генри Томас Великобритания    | Джон Кондон Великобритания      | Уильям Уэбб Великобритания    |
| До 57,2 кг (126 фунтов)    | Ричард Ганн Великобритания    | Чарльз Моррис Великобритания    | Хью Роддин Великобритания     |
| До 63,5 кг (140 фунтов)    | Фредерик Грейс Великобритания | Фредерик Спиллер Великобритания | Гарри Джонсон Великобритания  |
| До 71,7 кг (158 фунтов)    | Джон Дуглас Великобритания    | Реджинальд Бейкер Австралазия   | Уильям Фило Великобритания    |
| Свыше 71,7 кг (158 фунтов) | Альберт Олдман Великобритания | Сидни Эванс Великобритания      | Фредерик Паркс Великобритания |

## Страны
В соревнованиях по боксу участвовали 42 спортсмена из четырёх стран:

В скобках указано количество спортсменов
- Австралазия (1)
- Великобритания (32)
- Дания (2)
- Франция (7)